# Jehor Dementjev
Jehor Viktorovytsj Dementjev (Oekraïens: Єгор Вікторович Дементьєв) (Krementsjoek, 12 maart 1987) is een Oekraïens voormalig wielrenner. Dementjev is geboren met een arm die korter is dan gebruikelijk en heeft drie Paralympische titels op zijn naam staan.

## Carrière
In 2012 werd Dementjev Paralympisch kampioen op de weg en in het tijdrijden in de klasse C5. Vier jaar later won hij wederom de tijdrit en won hij de individuele achtervolging op de baan.
In 2017 won Dementjev de Minsk Cup, een 1.2-wedstrijd.

## Wegwielrennen

### Overwinningen
2009
 Oekraïens kampioen op de weg, Beloften
2012
 Paralympisch kampioen tijdrijden, C5
 Paralympisch kampioen op de weg, C4-5
2016
 Paralympisch kampioen tijdrijden, C5
2017
Minsk Cup
2018
1e etappe Ronde van Szeklerland

## Ploegen
- 2009 –  ISD-Sport-Donetsk
- 2010 –  ISD Continental Team
- 2016 –  ISD-Jorbi Continental Team
- 2017 –  ISD-Jorbi Continental Team
- 2018 –  Team Novak (vanaf 20-07)
- 2019 –  Team Novak
- 2020 –  Team Novak
- 2021 –  Team Novak
- 2022 –  Team Novak
- 2023 –  Ferei-CCN Metalac